# Caveremulus cordisetus
Caveremulus cordisetus är en kvalsterart som beskrevs av Sandór Mahunka 1983. Caveremulus cordisetus ingår i släktet Caveremulus och familjen Eremulidae. Inga underarter finns listade i Catalogue of Life.